# Evrim Akın
Evrim Akın (nom complet: Evrim Sülün Akın, Ankara, 12 de juny de 1979), és una actriu de teatre, televisió i cinema turca. També es presentadora de televisió i va ser elegida Millor Presentadora turca de l'any 2017 en el 44. Altın Kelebek (Mariposa d'Or).